# Rundschau-Verlag
Der Rundschau-Verlag GmbH ist ein Zeitungsverlag mit Hauptsitz in Penzberg. Als Wochenzeitungs- und Anzeigenblattsverlag werden nach Verlagsangaben wöchentlich über 220.000 Exemplare verteilt. Der Verlag verfügt über drei Geschäftsstellen.

## Geschichte

### Gründung und erster Übernahmeversuch
Der in Zwenkau geborene spätere Herausgeber und Verleger Karl-Heinz Engelhard (1921–2007) gegründete 1972 den Rundschau-Werbeverlag Karl-Heinz Engelhard in Penzberg. Dieser hatte zunächst seinen Sitz in der Bahnhofstraße 12. Die erste Ausgabe der Penzberger Rundschau erschien am 23. November 1972, knapp ein Jahr später, am 6. September 1973, folgte die Rundschau Wolfratshausen. In den Folgejahren erhielten auch die Landkreise Bad Tölz (3. September 1974) und Miesbach (19. Juni 1975) eigene Ausgaben. Ab 1978 begann der seit 1976 vom Hamburger Axel-Springer-Konzern verlegerisch gesteuerte Münchner Merkur mit Kampfpreisen, den von kleinen Verlegern besetzten Markt „zwischen Landshut und Memmingen“ aufzurollen. Der Unterhändler des Merkur, Hans-Joachim Grossmann, wurde bei Engelhard vorstellig und bot für eine 50-Prozent-Beteiligung an Engelhards sechs Ausgaben des Gelben Blattes, die pro Woche eine Auflage von 100.000 Stück besaßen, eine Million Deutsche Mark. Engelhart lehnte mit Blick auf seine zweite Einnahmequelle, eine erfolgreiche Spirituosenfabrik in England, ab.
Nach der 1982 erfolgten Errichtung des City-Centers, einem Büro- und Geschäftskomplex an der Penzberger Karlstraße 28, hatte das nun als Rundschau-Verlag Engelhard GmbH firmierende Unternehmen dort seinen Sitz bezogen.

### Eigenes Verlagsgebäude und Ende der Selbständigkeit
Als das Gelände des Penzberger Güterbahnhofs ab Ende 1991 zur Bebauung freigegeben wurde, ließ Engelhard Am alten Bahnhof 1 ein eigenes Verlagsgebäude errichten. Gedruckt wurden die regionalen Ausgaben des Verlages in einer Schongauer Druckerei. Inzwischen war Engelhards Sohn Mathias Christian Mitverleger geworden. Den Erfolg des Gelben Blattes machte zu dieser Zeit eine aufwendige, teils spartenbesetzte redaktionelle Besetzung aus, wobei im Satz auf eine hochwertige Umsetzung der Inhalte geachtet wurde. Dies kostete den Verlag viel Geld, doch damit stieg der Bekanntheitsgrad und das Vertrauen in die Blätter. Diese Mischung, gepaart mit den gewinnbringenden redaktionellen Anzeigen und Seiten für Unternehmen und kommerzielle Veranstaltungen, machte das Gelbe Blatt bis Mitte der 1990er Jahre zu einem wichtigen regionalen Medienprodukt.
Ab den späten 1970er Jahren kam es zu umfangreichen Aufkäufen bei erfolgreichen lokalen Medien durch Großverlage. Im Zuge dieser Entwicklung, die im bayerischen Süden insbesondere von der inzwischen durch den Verleger Dirk Ippen geführten Mediengruppe Münchner Merkur/tz in Bewegung gehalten wurde, fanden 1997 konkrete Übernahmegespräche statt. Als Ergebnis der erfolgten Übernahme wurde das Verlagsgebäude in Penzberg vollständig geschlossen. Teilen der Belegschaft wurde die Möglichkeit geboten, mit finanziellen Abstrichen im Verlagshaus des in Weilheim ansässigen Kreisboten-Verlag Mühlfellner KG weiterzuarbeiten, der bereits seit 1986 zur Zeitungsgruppe Münchner Merkur/tz gehörte. Lediglich die Redaktion sollte in Penzberg verbleiben und erhielt Räume in einem 1992/1993 errichteten Geschäftshaus, dem „Glaspalast“ Im Thal 2. Ein Großteil der Mitarbeiter, wie der Graphiker und Karikaturist Egbert Greven, der unter anderem die Iffeldorfer Meisterkonzerte ins Leben rief, verließen daraufhin Das Gelbe Blatt. Mathias Christian Engelhard gründete nach der Übernahme eine Werbeagentur in Benediktbeuern, deren Geschäftsführer er bis zu deren Liquidation im Jahr 2011 blieb.

### Gegenwart
Als Rundschau-Verlag GmbH wurde der Verlag nach seiner Eingliederung in das Portfolio der Mediengruppe im Jahr 1998 Mitglied in der Anzeigenblattgruppe Südbayern. Er gehört, wie auch der Kreisbote und der Kurier-Verlag aus Memmingen, zur Mediengruppe Münchner Merkur/tz.
Im Jahr 2009 wurde eine zweite Ausgabe in jeder Woche eingeführt.
Seit 2013 wird Das Gelbe Blatt wieder vollständig in Penzberg hergestellt. Dazu errichtete die Mediengruppe des Münchner Merkurs ein neues Druckzentrum in dem nun auch Teilbereiche des Kreisboten, darunter Satz, Druck, Versand und Verpackung erfolgen. Außerdem werden hier nun die Ausgaben des Münchner Merkurs und der tz gesetzt, gedruckt, verpackt und versandt. Sitz der Redaktion und Firma des Gelben Blattes ist seit 2013 ein neu errichtetes Geschäftshaus an der Karlstraße 9 in Penzberg.
Als einer der Geschäftsführer fungierte von 2007 bis 2012 Andreas Simmet. Im Jahr 2011 schied der zweite Geschäftsführer, Gerd Waldenmaier, der neben dieser Tätigkeit die Anzeigenblatt-Aktivitäten der Ippen-Gruppe steuerte, aus. Seit 5. September 2012 ist Helmut Josef Ernst einzelvertretungsberechtigter Geschäftsführer.

## Die Zeitung

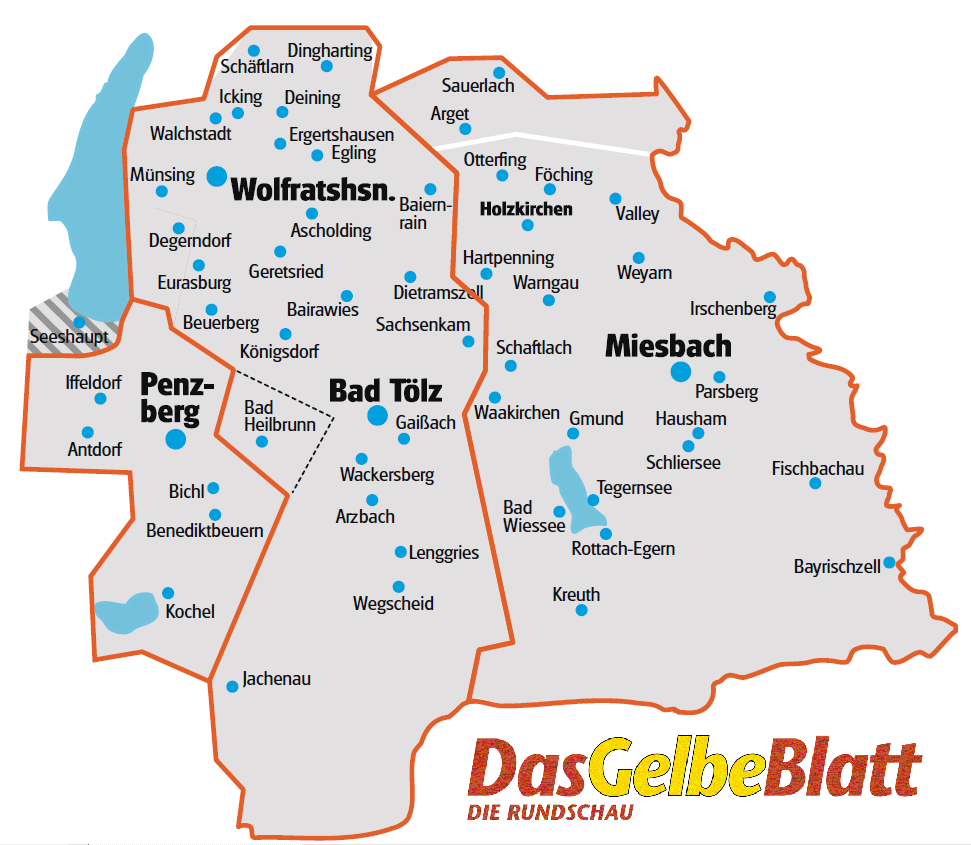
Verbreitungskarte Das Gelbe Blatt

Das Gelbe Blatt erscheint in den Regionen Penzberg, Bad Tölz und Miesbach sowohl am Mittwoch wie auch am Samstag und wird kostenlos an sämtliche Haushalte in der Verteilerregion ausgeteilt. Finanziert wird es durch Anzeigen und Beilagenverteilung. Jede Region hat ihre eigene Lokalredaktion. Berichtet wird daher insbesondere über lokale Ereignisse. In den Jahren 1986 bis 1987 gab es eine eigene Ausgabe für die Region Murnau.
| Ausgaben / Region                 | Auflage in der Wochenmitte | Auflage am Wochenende | Gesamtauflage Wochenmitte und Wochenende |
| --------------------------------- | -------------------------- | --------------------- | ---------------------------------------- |
| Penzberg                          | 19.316                     | 15.721                | 35.037                                   |
| Landkreis Bad Tölz-Wolfratshausen | 48.655                     | 50.879                | 99.534                                   |
| Miesbach                          | 43.995                     | 46.000                | 89.995                                   |
| Gesamtauflage                     | 111.966                    | 112.600               | 224.566                                  |